# Афганская национальная полиция
Афганская национальная полиция (пушту د افغانستان ملي پولیس‎, перс. پلیس ملی افغانستان‎) — правоохранительный орган в Исламской Республике Афганистан, подчинённый министерству внутренних дел. Глава — Нур-уль-Хак Улюми.
Численность сотрудников составляла 157 тыс. чел. в 2013 году и увеличилась до 160 тыс. чел. в 2014 году.